# David Souter
David Hackett Souter, född 17 september 1939 i Melrose i Middlesex County, Massachusetts, död 8 maj 2025 i Hopkinton, New Hampshire, var en amerikansk jurist som var domare i USA:s högsta domstol från oktober 1990 till juni 2009. Souter utsågs av president George H.W. Bush som ersättare till William J. Brennan Jr. och valde själv att gå i pension 2009. Han efterträddes av Sonia Sotomayor.
Innan han utsågs till domare i högsta domstolen hade han varit domare i två federala appellationsdomstolar: United States Court of Appeals for the First Circuit och United States Court of Appeals for the Federal Circuit.